# Abbeshult
Abbeshult är en by söder om Vrå i Vrå socken, Ljungby kommun.

## Historia
Här har funnits en gästgiverigård vid landsvägen Vrå-Laholm. Dess avstånd till Vrå i norr är 7/8 mil. I söder låg gästgiveriet i Alhult 1 7/8 mil bort.